# جان روست
جان روست (بالألمانية: Jan-Michael Rost)‏ هو عالم فيزياء الكم ‏ ألماني، ولد في 8 مايو 1961 في لاندسهوت في ألمانيا.